# Franz Rellich
Franz Rellich   (Tramin an der Weinstraße, 14 de setembre de 1906 - Göttingen, 25 de setembre de 1955) va ser un matemàtic austríac.

## Vida i Obra
Rellich va néixer a Termeno, al Tirol del Sud (actualment Itàlia, però en aquella época Àustria). Va cursar el estudis secundaris a Graz entre 1916 i 1924 i aquest darrer any va començar estudis e matemàtiques a la universitat de Graz abans de marxar, el 1926, a la universitat de Göttingen, en la qual va obtenir el doctorat el 1929 amb una tesi sobre el mètode d'integració de Riemann, dirigida per Richard Courant. Aquest mateix any, la seva germana es va casar amb el matemàtic Bartel van der Waerden, del qui es va convertir en cunyat i amic. El 1933 va obtenir l'habilitació docent a Göttingen, però l'arribada al poder dels nazis aquest mateix any, va fer que no podés obtenir plaça a les grans universitats alemanyes, ja que mai va ser partidari del nazisme i no se n'amagava. Durant el període nazi va ser professor a la universitat de Marburg i a la universitat tècnica de Dresden, mentre mantenia informats els exiliats i els americans de la situació dels departaments de matemàtiques de les diferents universitats alemanyes. El 1946 i malgrat haver estat proposat a una plaça a la universitat de Graz, acabada la guerra va tornar a Göttingen per dirigir el seu Institut de Matemàtiques, tenint un paper fonamental en la reconstrucció d'un departament de matemàtiques que havia estat delmat per l'acomiadament forçós de professors jueus, socialistes i lliberals.
Rellich va tractar un gran nombre de temes diferents. Els seus treballs més destacables rauen en les equacions en derivades parcials i en els seus treballs de física matemàtica, com el paper de la condició de radiació de Sommerfeld i les problemes en les valors propis i els límits quan l'àrea bàsica s'estén a l'infinit. També va tenir gran interès en la teoria dels operadors lineals a l'espai de Hilbert. Els seus èxits més notables es troben en el seu treball sobre la teoria de la pertorbació de la descomposició espectral i en els teoremes i inequacions que porten el seu nom.